# Leo Lania
Leo Lania, eigentlich Lazar Herman, (geboren 1. Augustjul. / 13. August 1896greg. in Charkow, Russisches Kaiserreich; gestorben 9. November 1961 in München) war ein jüdischer russisch-österreichisch-US-amerikanischer Journalist und Schriftsteller, der hauptsächlich in deutscher Sprache schrieb.

## Leben

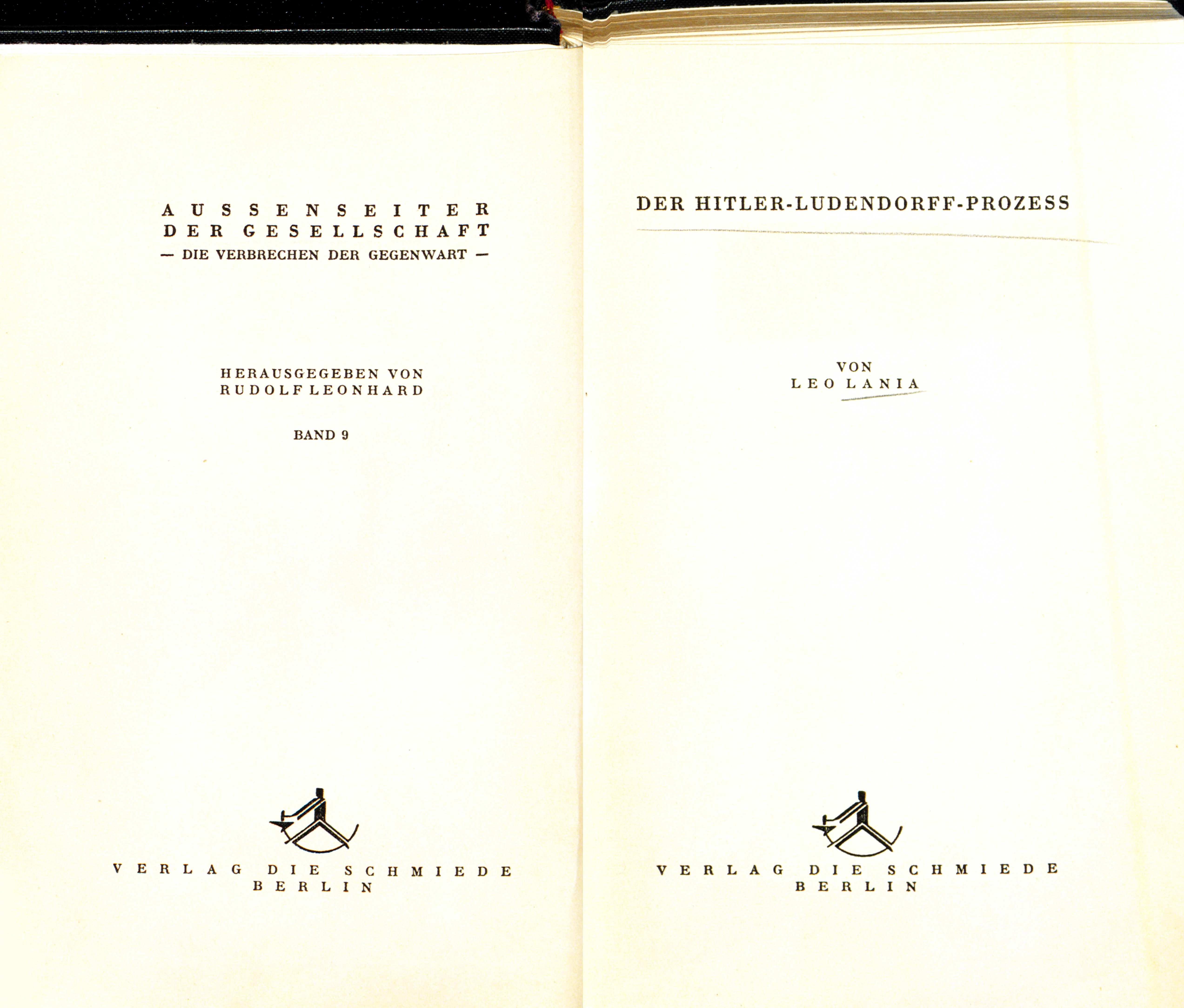
Der Hitler-Ludendorff-Prozess (1925)

Lazar Herman, Sohn des Arztes und Universitätsprofessors Friedrich Salomon Hermann und von Myra Mintz, war von jüdischer Herkunft. Nach dem Tod des Vaters 1906 kehrte seine Mutter mit ihren beiden Söhnen nach Wien zurück. Nach dem Besuch der Handelsakademie Wien wurde Herman Journalist und Autor und wählte das Pseudonym Leo Lania. Von 1915 an arbeitete er für die sozialistische Arbeiter-Zeitung. Im Ersten Weltkrieg meldete er sich freiwillig und wurde als Artillerie-Offizier an der Ostfront und in den Isonzoschlachten eingesetzt. Nach dem Krieg trat Lania der Kommunistischen Partei Österreichs bei und war als Redakteur für Die Rote Fahne tätig. Ab September 1921 lebte er in Berlin.
Mit Hilfe eines gefälschten Empfehlungsschreibens von Benito Mussolinis Bruder Arnaldo gelang es ihm, als italienischer Faschist getarnt, sich 1923 Zugang zu Adolf Hitler und dem Völkischen Beobachter in München zu verschaffen. Lania veröffentlichte eines der ersten international beachteten Interviews mit Hitler. Seine Erfahrungen als früher investigativer Journalist mit der aufkommenden Nazi-Bewegung dokumentierte er in den Büchern Die Totengräber Deutschlands (1924) und Der Hitler-Ludendorff-Prozeß (1925). In seinem Buch Gewehre auf Reisen (1924) warnte er vor den Gefahren der heimlichen Aufrüstung der Reichswehr. Daraufhin wurde er wegen Landesverrats angeklagt. Im Anschluss an diesen Vorgang verabschiedete der Reichstag die so genannte Lex Lania zum Schutz des journalistischen Berufsgeheimnisses. Lania war Lokalredakteur beim Berliner Börsen-Courier und schrieb bis 1926 insgesamt 24 Beiträge für Die Weltbühne.
Von 1925 an wandte sich Lania verstärkt Theater und Film zu. Er war Mitglied des Dramaturgischen Kollektivs der von Erwin Piscator 1927 im Berliner Theater am Nollendorfplatz betriebenen Bühne. Lanias Wirtschaftskomödie über die Erdölindustrie Konjunktur, deren Bühnenmusik Kurt Weill komponierte, wurde im April 1928 an der Piscator-Bühne uraufgeführt. Lania verfasste zudem das Drehbuch für die Verfilmung der Dreigroschenoper von Bertolt Brecht, mit dem er bereits an der Piscator-Bühne zusammengearbeitet hatte.
Wegen der drohenden Machtübernahme der Nationalsozialisten emigrierte Lania 1932 über Prag nach Österreich und 1933 nach Frankreich. Nach dem Kriegsausbruch meldete sich Lania 1939 in Frankreich zum Wehrdienst, wurde jedoch für mehrere Monate in einem Internierungslager in Audierne inhaftiert. Nach der Invasion deutscher Truppen in Frankreich gelang ihm 1940 die Flucht ins unbesetzte Südfrankreich. Über Spanien und Portugal emigrierte er mit Frau und Sohn im selben Jahr in die Vereinigten Staaten. Seine Fluchterfahrungen verarbeitete er in dem Buch The Darkest Hour (1941). In den Vereinigten Staaten arbeitete er für das Office of War Information.
Um 1955 siedelte Lania dauerhaft nach München über. Er verfasste eine Biografie über Ernest Hemingway. 1959 schrieb er als Ghostwriter eine Autobiografie für Willy Brandt, damals Regierender Bürgermeister von Berlin.
1961 starb Leo Lania in München an einem Herzinfarkt. Willy Brandt sorgte dafür, dass er ein Urnen-Ehrengrab auf dem Waldfriedhof Zehlendorf in Berlin erhielt.
Leo Lanias Nachlass wird von den Wisconsin Historical Society Archives betreut.

## Werke (Auswahl)

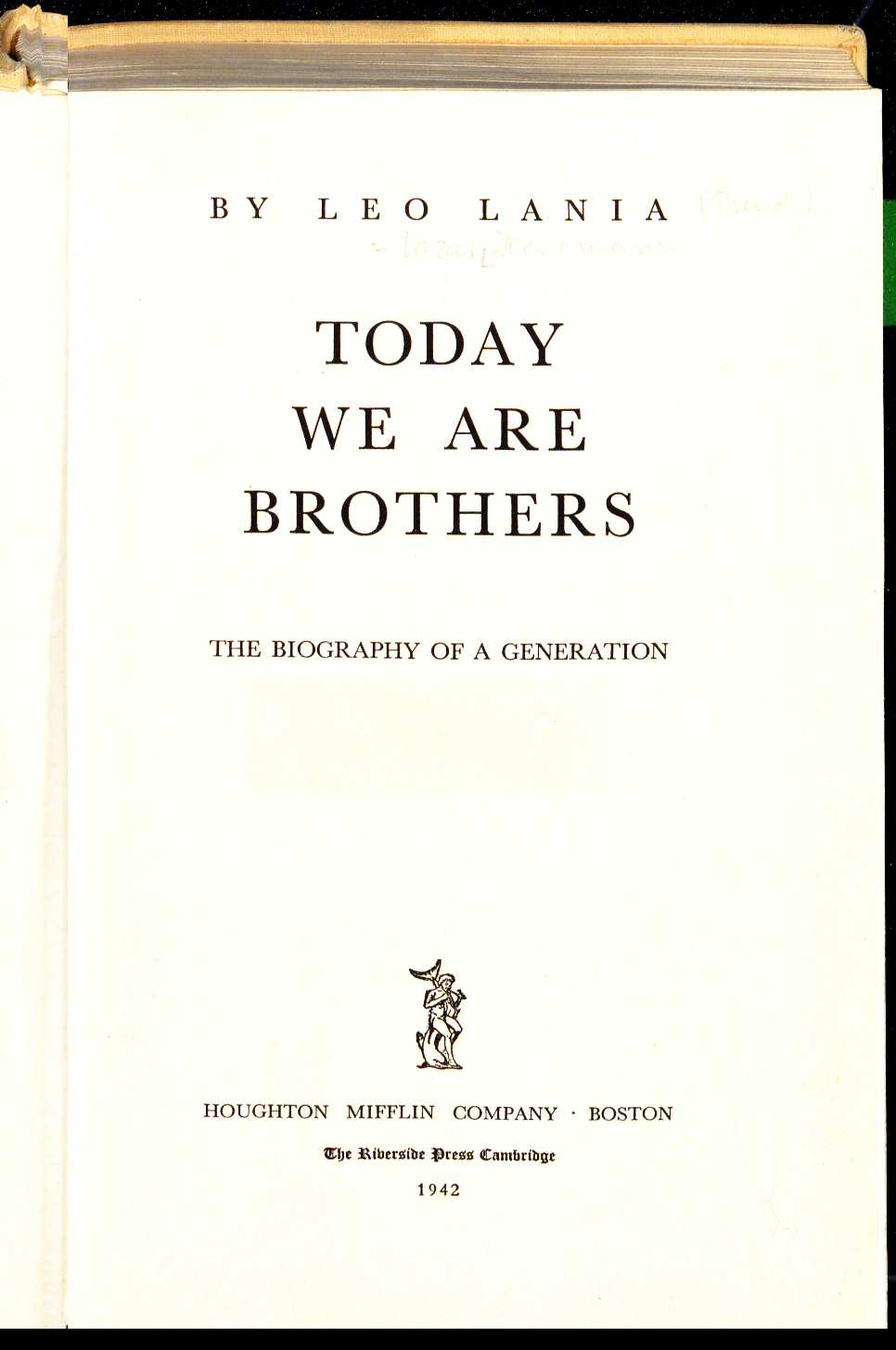
Today we are brothers (1942)

- Gewehre auf Reisen. Bilder aus deutscher Gegenwart. Malik,  Berlin 1924 (Reportage über  deutschen Waffenhandel und Wiederaufrüstung) Neuauflage Mandelbaum, Wien 2004.
- Die Totengräber Deutschlands. Neuer Deutscher Verlag, Berlin 1924. (Bericht über die Nazibewegng)
- Der Hitler-Ludendorff-Prozess. Die Schmiede, Berlin 1925 (Reportage)
- Die Friedenskonferenz, 1926 (Drama)
- Der Tanz ins Dunkel. Anita Berber. Ein biographischer Roman, 1929
- Gott, König und Vaterland.  1930 (Drama)
- Das gelobte Land, 1934 (Roman)
- Wanderer ins Nichts, 1935 (Roman)
- Der Held, 1936 (Drama)
- The Darkest Hour, 1941 (Reportage, in zwei Sprachen übersetzt)
- Today we are brothers : the biography of a generation. Übersetzung Ralph Marlowe.  Boston  Houghton Mifflin, 1942
- Land im Zwielicht. Roman, Danubia Verlag, Wien 1949. (Roman über den politischen Verfall der Weimarer Republik) Zuerst auf Englisch als Land of promise. London 1934. Später Mandelbaum Wien 2017, Nachwort von Michael Schwaiger.
- Welt im Umbruch.  1953 (Autobiografie, in drei Sprachen übersetzt)
- Der Aussenminister, 1960 (Roman über Jan Masaryk)
- Hemingway. Eine Bildbiographie, 1960

## Filmografie (Auswahl)
- 1928: Konjunktur
- 1929: Um’s tägliche Brot (Hunger in Waldenburg)
- 1931: Die Koffer des Herrn O.F.
- 1938: Le drame de Shanghaï
- 1938: Ultimatum
- 1954: Cose da pazzi
- 1962: Haß ohne Gnade